# Distretto di Hasköy
Il distretto di Hasköy (in turco Hasköy ilçesi) è uno dei distretti della provincia di Muş, in Turchia.